# 게이바

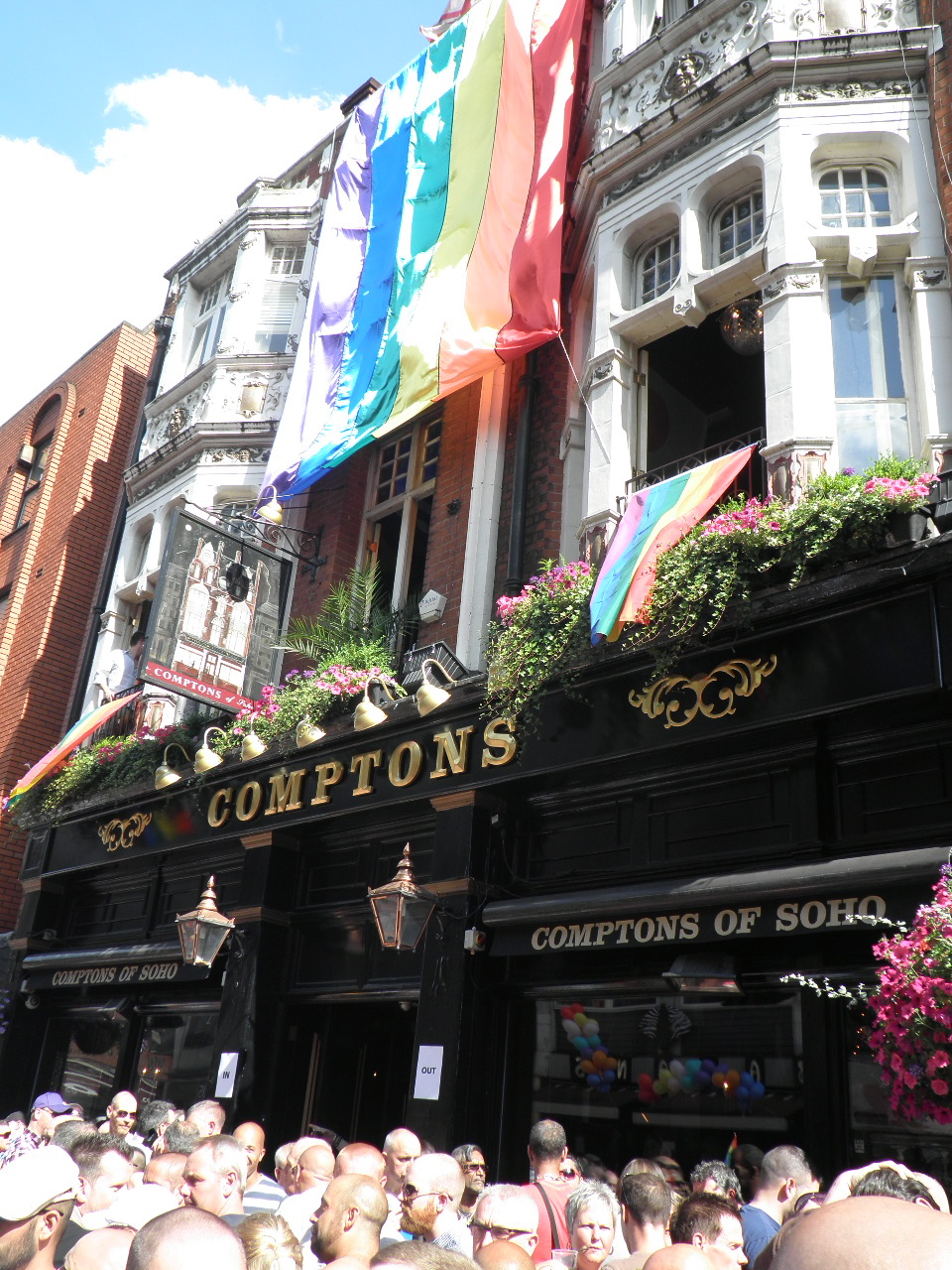
영국 런던 소호의 부대. 런던 프라이드 2010 때 찍은 사진이다.

게이바(Gay bar)는 레즈비언, 게이, 양성애자, 트랜스젠더 등 성소수자를 대상으로 영업을 하는 스탠드바이다. 게이바는 일찍이 게이 문화의 중심 역할을 해왔으며, 일반적이지 않은 성적 지향이나 성 정체성을 갖는 사람들이 서로 공개적으로 교류할 수 있는 몇 안되는 장소 중 하나이다. 레즈비언 바, 게이 클럽 등 각 공동체마다 부르는 용어에는 차이가 있다. 인터넷 소셜 네트워크 서비스가 활성화되고 서방권 세계에서 성소수자 인권이 향상되면서 LGBT 공동체에서 게이바의 존재감도 어느 정도 줄어들었다. 게이바가 없는 지역에서는 공동체에게 우호적인 업소가 게이 나이트를 열기도 한다.

## 같이 보기
- 게이 빌리지